# Amcor
Amcor plc er en schweizisk multinational emballagekoncern. De udvikler og producerer fleksibel emballage, stift plastik, specielt karton, emballage til fødevarer, medicin og personlig pleje. and other products.
Amcor er børsnoteret på Australian Securities Exchange og New York Stock Exchange.
I 2021 havde de 46.000 ansatte og en omsætning 12,8 mia. US$. De var tilstede på 200 lokationer i over 40 lande.
Australian Paper Manufacturers skiftede navn til Amcor Limited i 1986.